# 陸水生物学

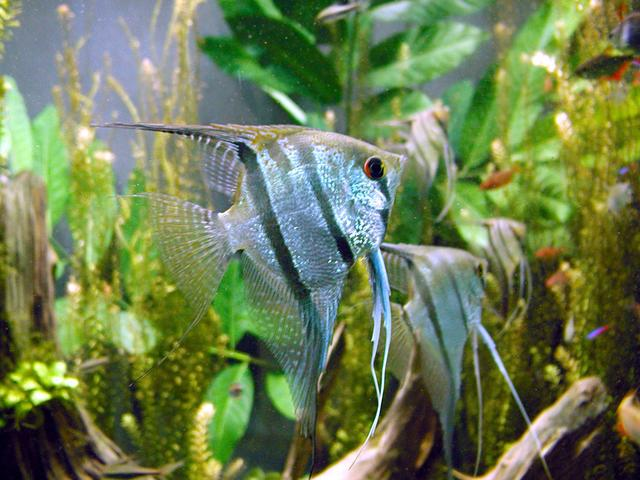
陸水に住むエンゼルフィッシュ

陸水生物学（りくすいせいぶつがく、英: Freshwater biology）とは、陸水を生息域とする生物の生活や生態系を扱う、生物学の一分野である。湖、川、池に生息する動物、植物、微生物を研究対象としている。陸水の生息域は、温度、光、植生により分類される。

## 種類
- 川の生態系（英語版）
- 湖水の生態系（英語版）
- 湿地の生態系